# Парус (бизнес-центр)
ТОК «Па́рус» — 33-этажный офисный бизнес-центр класса «А», расположенный на улице Мечникова, 2 в Киеве. Был самым высоким небоскрёбом Украины офисного назначения до 2010 года. Состоянием на 2020 год являлся третьим в списке самых высоких зданий и сооружений Украины (после ЖК «Кловский» и БЦ «Гулливер», также расположенных в Киеве).
Строительство началось в 2004 году, официальное открытие состоялось 4 апреля 2007 года.
До сентября 2016 года небоскрёб принадлежал в равных долях Дмитрию Фирташу и Вагифу Алиеву. Затем Фирташ продал свою часть Алиеву.

## Название
В 2003 году встречалось альтернативное название небоскрёбу «Эльзбург Плаза». Но потом зданию дали имя «Парус», из-за схожести здания с парусом.

## История здания
Первые проекты, которые появились ещё в 2002 году, предусматривали базу небоскрёба в стиле неоклассицизма. Остаточное архитектурное решение имело более современный стиль во всём здании.
Началось строительство в 2004 году, велось с помощью современнейших стройматериалов и технологий. Конструкция — монолитно-каркасная, крыша — инверсионная, эксплуатационная.
13 февраля 2006 года железобетонный каркас здания был полностью готов. Уже 15 февраля начался монтаж высокоскоростных лифтов «Otis».
Строительство за всё время останавливалось лишь на 6 дней, из-за сильных морозов января—февраля 2006 года, но дальше здание строилось без задержек.
6 августа 2006 года началось остекление фасада, работы проводились с помощью систем «Schuco».
Сооружение небоскрёба было завершено 14 ноября 2006 года, последний акт сдачи в эксплуатацию был подписан 25 февраля 2007 года.
Официальное открытие состоялось 4 апреля 2007 года; в торжественной церемонии принимали участие: уполномоченный посол Российской Федерации на Украине Виктор Черномырдин, российский телеведущий Святослав Бэлза и заместитель городского головы (мэра) Киева Олесь Довгий.
В начале 2008 года на крыше построили рекламную решётку, где была размещена надпись «Concorde», затем «Конверсбанк», затем «Sportlife».
12 ноября 2008 года открылся конференц-холл, который включает в себя два зала: на 150 м² и 250 м².

В распоряжении гостей есть вся необходимая техника и оборудование.

## Характеристики
- Высота 136 метров (156 м с антенной), общее количество этажей составляет 33 (включая два технических).
- Перекрытия в офисных помещениях могут выдержать нагрузку в 450 кг/м².
- В бизнес-центре два конференц-зала, на 180 и 350 делегатов.
- На 1 этаже — кафе, цветочный киоск, салон красоты, автосалон «Lexus».
- На 2 этаже — ресторан, кафе, бьюти-коворкинг.
- На 24 этаже — главная студия и юридический адрес[5] телеканала «Прямой» (открылась 24 августа 2017 года).
- Общая полезная площадь этажей — 75 000 м².
- Объём здания — 300 676 м³.

- Установлены системы кондиционирования, отопления и вентиляции.
- Присутствуют практически все ведущие провайдеры и операторы связи.
- В здании всего 11 лифтов: 8 скоростных (скорость 6 м/с и 4 м/с) фирмы «Otis» (с первого на 31 этаж лифт доставляет людей за 30 секунд[как?]), один пожарный и два лифта паркинга фирмы «Thyssen Krupp Elevator».
- Четырёхуровневый паркинг на 300 автомобилей и бесплатная велостоянка на 12 мест.

## Галерея

## Интересные факты
- 28 мая 2008 года три парня выполнили бейсджампинг с небоскрёба. Все трое успешно приземлились, но охрану «Паруса» уволили[6].
- В украинском художественном фильме «Иллюзия страха» (2008) есть сцена, в которой рассыпается и исчезает киевский небоскрёб «Парус» (точнее прототип здания, а не реальный проект).
- Главный герой российского художественного фильма «О, счастливчик!» (2009) работает[7] в БЦ «Парус».
- Присутствует в музыкальном клипе «ДеньНіч Архивная копия от 2 сентября 2020 на Wayback Machine» («Денніч») (2006) украинской рок-группы «Друга Ріка».
- Присутствует (локация съемок) в музыкальном клипе «Твоя Архивная копия от 6 ноября 2020 на Wayback Machine» (2012) украинской поп-группы «НеАнгелы».
- Небоскрёб также используют для съёмок в рекламе и проведения различных ток-шоу.
- Годовая прибыль от владения небоскрёбом эквивалентна 50 млн. долларов США[8].
- Изогнутый рекламный щит, расположенный на крыше небоскреба, использовался в качестве часов для телеканала «Интер» с 2013 по 2022 год.